# Jemieszewo
Jemieszewo (ros. Емешево) – wieś (sieło) w Rosji, w Mari El, w rejonie gornomarijskim. W 2021 liczyła 212 mieszkańców.